# Sankt-Olav-Orden

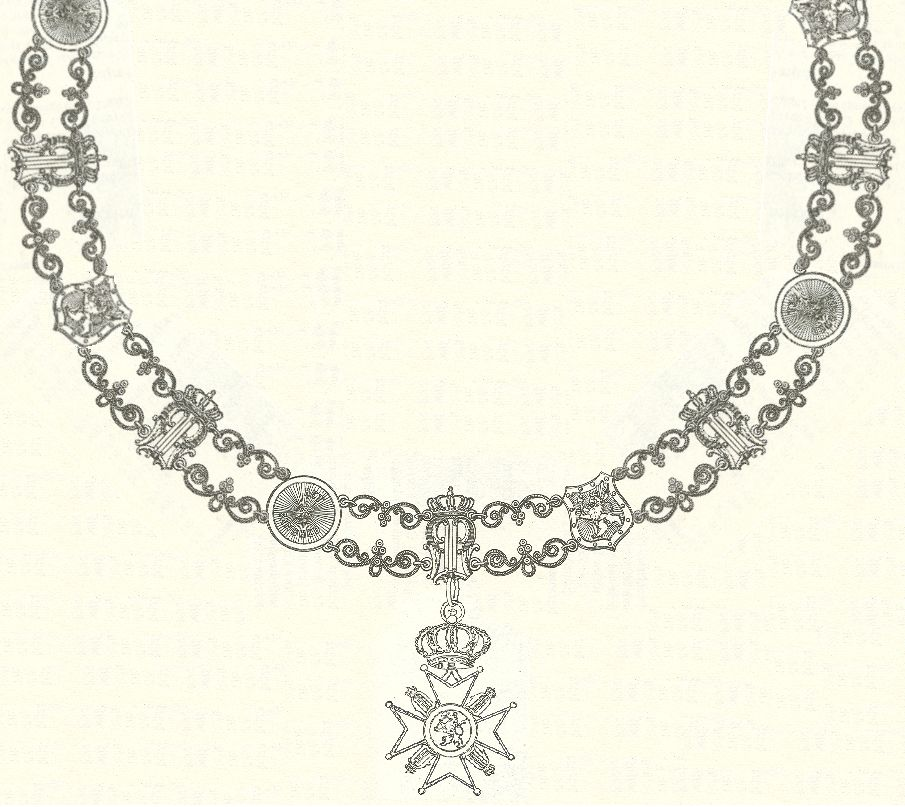
Collane des Sankt-Olav-Orden

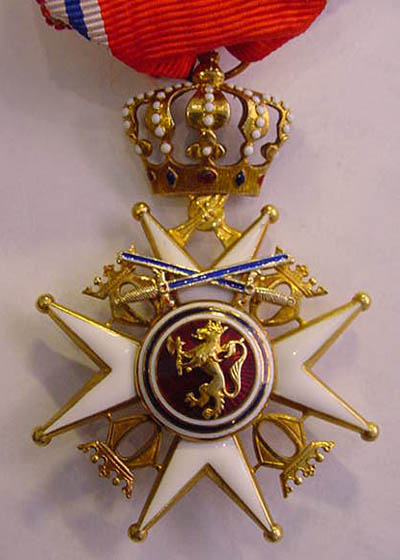
Ordenszeichen mit Schwertern

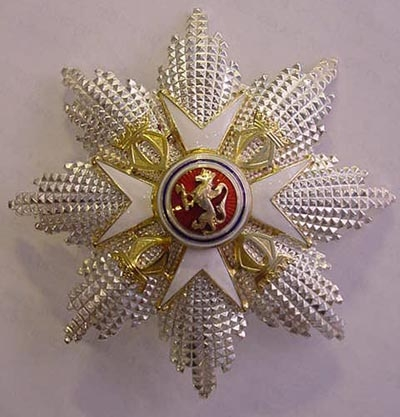
Bruststern zum Großkreuz

Der Sankt-Olav-Orden, offiziell Königlich Norwegischer Orden des heiligen Olav (norwegisch Den Kongelige Norske St. Olavs Orden) oder nur Olav-Orden wurde am 21. August 1847 durch König Oskar I. von Schweden und Norwegen gestiftet. Er wurde nach dem heiligen König Olav II. Haraldsson von Norwegen benannt und ist nach dem Kriegskreuz und der Borgerdådsmedalje die dritthöchste Auszeichnung Norwegens. Die Auszeichnung wird bei ausgezeichneten Verdiensten um König und Vaterland, sowie für Tapferkeit und hervorragende Leistungen in Kunst und Wissenschaft an In- und Ausländer verliehen.

## Ordensklassen
Ursprünglich bestand der Orden aus den drei Klassen:
- Großkreuz (Storkors)
- Kommandeur (Kommandør)
- Ritter (Ridder)

Am 19. Juli 1873 wurde der Kommandeursgrad und am 17. März 1890 der Rittergrad je in zwei weitere Klassen eingeteilt. Die Unterteilung in
- Großkreuz (Storkors)
- Kommandeur mit Stern (Kommandør med stjerne)
- Kommandeur (Kommandør)
- Ritter 1. Klasse (Ridder av 1. klasse)
- Ritter (Ridder)

besteht bis heute.
Zum Orden gehört auch eine Collane, die der König Trägern des Großkreuzes verleihen kann.

## Ordensdekoration
Das Ordenszeichen besteht aus einem goldbordierten, in den verschiedenen Klassen in der Größe abgestuften Malteserkreuz. Das weißemaillierte Kreuz besitzt goldene Kugeln an den acht Spitzen. In der Mitte befindet sich ein rotes, blau-weiß umrandetes Medaillon. Im Avers ist der gekrönte goldene Löwe von Norwegen mit der Streitaxt des heiligen Olav und im Revers der königliche Wahlspruch des Stifters RET OG SANDHED (Recht und Wahrheit) abgebildet.
Die Kommandeure und Ritter, die den Orden für militärische Verdienste erhielten, tragen unter der Krone zwei goldene gekreuzt Schwerter. Das Band ist rot mit weiß-blau-weißen Streifen. Es wird von den Großkreuzen über die rechte Schulter zur linken Hüfte, von den Kommandeuren um den Hals und von den Rittern auf der linken Brust getragen. Frauen tragen das Ritterkreuz und das Kommandeurkreuz an einer Schleife des Ritterkreuzbandes links auf der Brust.

## Kreis der Ordensträger

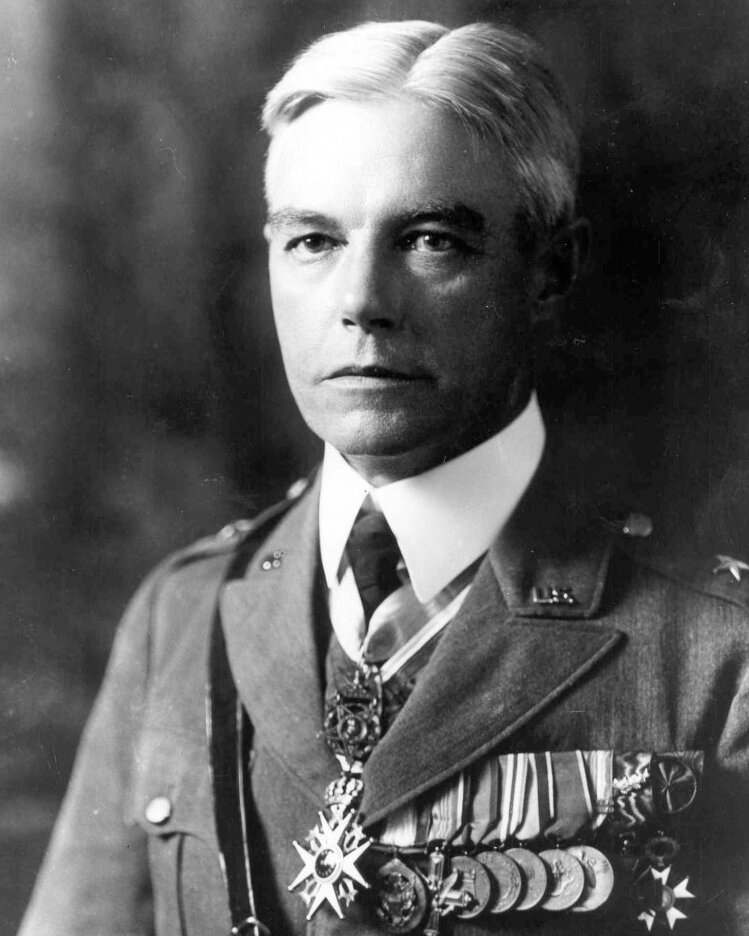
Charles E. Kilbourne mit dem Halsorden des Sankt-Olav-Ordens

Von Mitgliedern der Königshäuser und Staatsoberhäuptern abgesehen wird der St.-Olav-Orden heute nur an norwegische Staatsbürger verliehen.
Wurde eine Klasse des St.-Olav-Ordens für militärische Verdienste verliehen, ist dies an zwei blau emaillierten, überkreuzten Schwertern unter der königlichen Krone auf dem Kreuz zu erkennen. Es gelten besondere Bestimmungen für die Rückgabe des Ordenszeichens (nach dem Tod des Trägers und bei Beförderung in eine höhere Ordensklasse).
Vorschläge sind an den König zu richten und der Ordenskanzlei zuzuleiten. Der vom König auf Vorschlag des Ministerpräsidenten ernannte Ordensrat besteht aus Kanzler, Vizekanzler, Schatzmeister (Hofchef) und drei Ratsmitgliedern, die die Regionen Süd-, Mittel- und Nordnorwegen vertreten. Der Ordensrat berät den König in allen die Verleihung von Orden betreffenden Fragen. Die Ordenskanzlei ist das Sekretariat des Ordens.

## Bekannte Ordensträger
- Kategorie:Träger des Sankt-Olav-Ordens